# فرودگاه آرتیگاس
فرودگاه آرتیگاس (به انگلیسی: Artigas Airport) (به زبان بومی: Aeropuerto Internacional de Artigas) یک فرودگاه همگانی مسافربری با کد یاتا ATI است که یک باند فرود آسفالت دارد و طول باند آن ۱۲۷۳ متر است. این فرودگاه در شهر آرتیگاس، اروگوئه کشور اروگوئه قرار دارد و در ارتفاع ۱۲۵ متری از سطح دریا واقع شده‌است.